# Jean-Christophe Brisard
Jean-Christophe Brisard, né en 1971, est un journaliste français.

## Biographie
Journaliste pour la presse écrite, réalisateur de documentaires et auteur de livres d'enquête.
Il  a été lauréat des Lauriers de la télévision du Club audiovisuel de Paris en 2010.
Diplômé en histoire et en géopolitique, il travaille tout particulièrement sur les zones de conflits et les dictatures.
Il a réalisé près d'une trentaine de documentaires pour les principales chaînes de télévision françaises et étrangères.

### Le scandale français du Vioxx
En mars 2016, il publie un livre sur les effets secondaires des médicaments coécrit avec l'avocat Antoine Béguin (Effets secondaires, le scandale français, éditions First). Il y révèle un soupçon de conflit d'intérêts dans l'affaire du Vioxx en France. Le Vioxx est un anti-inflammatoire du laboratoire américain Merck & Co (MSD). Le Vioxx multipliait les risques cardiovasculaires par cinq (infarctus, AVC). Aux États-Unis, 27 785 décès ont été causés par ce médicament. Le laboratoire MSD a dû verser près de cinq milliards de dollars en 2007 pour indemniser les victimes et leurs familles. Pourtant, en France, aucun procès n'a eu lieu malgré les dépôts d'une trentaine de plaintes de victimes et de familles de victimes. Jean-Christophe Brisard et Me Antoine Béguin ont découvert que l'un des experts mandés par la justice française présentait un conflit d'intérêts avec le cabinet d'avocat du laboratoire. À la suite de cette révélation, une nouvelle plainte contre X pour "certains nombres de délits d'entrave à la justice" a été déposée.

### Analyse des restes de Hitler
En mars 2018, après deux ans d'enquête, il publie un livre chez Fayard et réalise un documentaire pour France 2 sur le mystère de la mort de Hitler. Avec l'aide de la journaliste russo-américaine Lana Parshina (en), il a été autorisé à se rendre dans le quartier-général du FSB (le service de contre-espionnage russe) à Moscou où sont stockées des dents présentées comme étant celles de Hitler. Il a obtenu l'autorisation de les faire expertiser par le médecin légiste français Philippe Charlier. À la suite de cet examen, Philippe Charlier est catégorique : ces dents sont celles d'Adolf Hitler. Le dictateur allemand est bien mort à Berlin le 30 avril 1945. Cette enquête a donné lieu à une publication scientifique dans la revue European Journal of Internal Medicine, signée entre autres par Philippe Charlier et Jean-Christophe Brisard.

## Ouvrages
- Chasseurs de trésors, au-delà des légendes, Plon, Paris, 2008[13]
- Enfants de dictateurs (codirecteur d'ouvrage avec Claude Quétel), First, Paris, 2014, (traduit dans 8 langues étrangères)
- Effets secondaires, le scandale français (avec Antoine Béguin), First, Paris, 2016
- La Mort d'Hitler dans les archives secrètes du KGB (avec Lana Parshina), Fayard, Paris, 2018[9], (traduit dans 17 langues étrangères)[14].
- Irrespirable, le scandale de la qualité de l'air en France, First, Paris, 2019[15]
- Le livre d'or d'Hitler : Des diplomates au cœur du IIIe Reich, Fayard, Paris, 2020, (traduit dans 2 langues étrangères)
- Hitler est mort ! (bande dessinée, scénariste) tome 1, Glénat, Paris, 2020, (traduit dans 2 langues étrangères)
- Hitler est mort !, tome 2, Glénat, Paris, 2021
- Le dernier Mandchou, Fayard, Paris, 2022